# MGM-52 Lance
Le MGM-52 Lance était un missile sol-sol tactique conçu pour les champs de bataille (SRBM). Déployé par l’US Army, il était capable d'emporter l'ogive nucléaire W70 et des explosifs conventionnels.

## Déploiement
Les premiers missiles Lance furent déployés en 1972, remplaçant le MGR-1 Honest John et le MGM-29 Sergeant. La charge était soit une ogive nucléaire W70 (puissance entre 1 et 100 kt), soit des munitions conventionnelles : grappe de bombes (contre les batteries de SAM), bombes à têtes chercheuse thermique contre les chars d'assaut ou une ogive pénétrante contre les cibles renforcées. La conception originale prévoyait le transport d'une ogive chimique, mais ce programme fut annulé en 1970.
Une batterie de missiles Lance comprenait deux lanceurs M752 (un missile chacun) et deux véhicules auxiliaires M688 (chacun transportant deux missiles), pour un total de six missiles. Le rythme de tir était d'environ trois missiles par heure.
À la suite de la signature du Intermediate-Range Nuclear Forces Treaty en 1987, l’US Army a commencé à retirer les missiles Lance d'Europe. En 1992, toutes les ogives ayant été embarquées à bord d'un missile Lance étaient entreposées en attente d'être détruites. Les fusées non armées furent utilisées comme cibles pour le développement de systèmes anti-missiles.

## Utilisateurs
- États-Unis
- Royaume-Uni
- Israël
- Pays-Bas
- Belgique
- Italie
- Allemagne